# Veiove

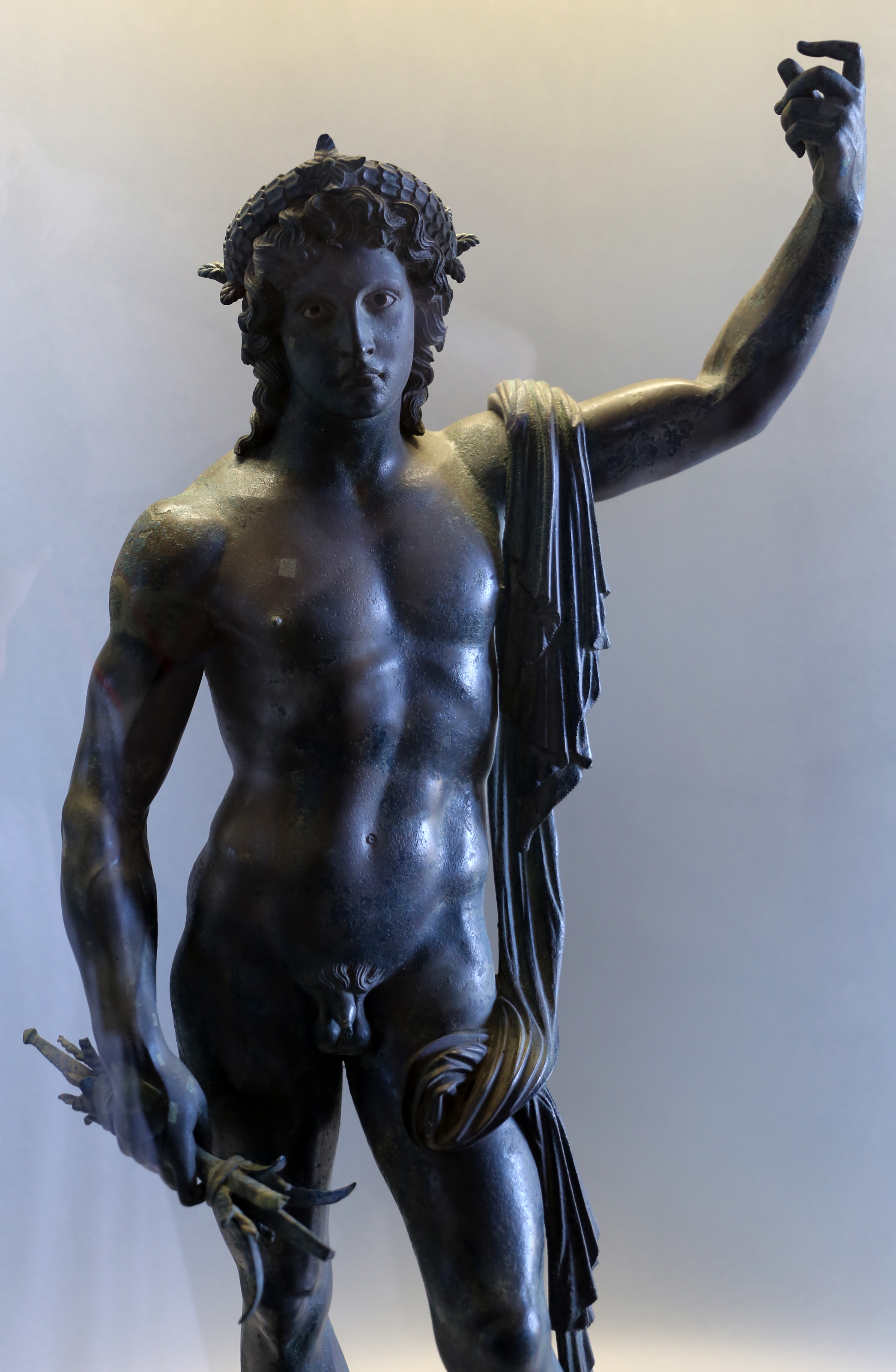
Veiove, statua di bronzo, I secolo, da Montrazzano

Veiove o Vediove (latino Vediovis) è un dio romano, oggetto di culto fin da età molto antica, ma la cui esatta natura non è del tutto chiara.
Sappiamo che Veiove è il protettore dell'Asylum, il bosco sacro di rifugio che si trovava nella sella del Campidoglio (inter duos lucos, cioè " tra i due boschi sacri").

## Rappresentazione
Il dio è raffigurato con un pilum ("giavellotto") e una capra. Il pilum (collegato a Pilunno) sarebbe il simbolo del fulmine e la capra (collegata a Fauno e Fauna) sarebbe il simbolo della fecondità. Aulo Gellio descrive la statua di culto nel tempio sul Campidoglio, come un dio giovane armato di arco e frecce, con accanto una capra che gli era sacrificata. Inoltre Aulo Gellio ipotizzò che Veiove fosse una controparte malvista di Giove (confronta Summano). Aulo Gellio osserva che la particella ve- che precede il nome del dio compare anche in parole latine come vesanus, "folle", e quindi interpreta il nome Veiovis come l'anti-Giove..
Gli era probabilmente dedicato l'agonium del 21 maggio.
Nel 194 a.C. gli fu dedicato anche un santuario nella parte nord dell'Isola Tiberina.

## Culto
In primavera gli venivano sacrificate più capre per scongiurare le pestilenze. Sempre Aulo Gellio ci informa che Veiove ricevette il sacrificio di una capra femmina, sacrificata ritu humano; tale frase potrebbe significare "alla maniera di un sacrificio umano" o "alla maniera di una sepoltura". Queste offerte non riguardavano tanto l'animale sacrificato quanto l'anima sacrificata.